# Erich Schafranek
Erich Paul Otto Schafranek (* 17. September 1895 in Berlin; † 1964 in Wernigerode) war ein deutscher Journalist. 
Er war der Sohn des aus dem Königreich Böhmen stammenden Schneiders Johann Schafránek und verfasste neben Essays und Erzählungen auch regionale Wanderliteratur aus dem Ostharz, wohin es ihm nach Ende des Zweiten Weltkrieges verschlagen hatte. 

## Werke
- Quer durch den Harz mit der Harzquerbahn (Unser kleines Wanderheft, 32). VEB Bibliographisches Institut, Leipzig 1955.
- Blankenburg am Harz (Unser kleines Wanderheft, 77). VEB Bibliographisches Institut, Leipzig 1958.
- Blankenburg am Harz, Regenstein, Rübeländer Höhlen (Städte und Landschaften, 4).  VEB Bibliographisches Institut, Leipzig 1960.
- Die Bodetalsperren (Städte und Landschaften, 19). 1962.
- Der Harz in der deutschen Sage. o. J.